# 葉淇
葉淇（1426年—1501年），字本清，直隸淮安衛（今江蘇淮安市）人。明朝政治人物。景泰甲戌進士，歷仕四朝，弘治間官至戶部尚書。

## 生平
先祖是南宋宰相葉衡，世居金华。景泰元年（1450年）舉庚午科應天鄉試，景泰五年（1454年）進士。授御史。天順初年，因得罪石亨，出京擔任武陟縣知縣。歷清江縣、寶坻縣知縣，皆有惠政。
成化五年（1469年），經推薦，超擢廣西按察司僉事。歷陝西副使。成化十九年（1483年）陞河南按察使。累官都察院左僉都御史、廵撫山西，調巡撫大同，讚理軍務。
孝宗即位，召為戶部右侍郎，轉左侍郎。弘治四年（1491年），代李敏為戶部尚書，加太子太保。弘治五年（1492年），葉淇將開中法（納糧開中）變為折色法（直接用白銀換鹽引），徽商挾其在兩淮的優勢迅速發展起來。弘治九年（1496年）四月退休，弘治十四年（1501年），去世。李东阳為其撰墓志铭。

## 家族
葉淇有從子葉贄亦登進士出身，有聲名。